# Возникновение и развитие письма
«Возникновение и развитие письма» — книга Виктора Александровича Истрина.
Посвященная истории письма, написана в жанре научно-популярной литературы.
Издана в 1965 и переиздана в 2014 году.

## Содержание
Глава 1. Сущность письма, его отношение к языку и мышлению.
Глава 2. Вопросы терминологии и классификации.
Глава 3. Происхождение первоначального письма и его особенности.
Глава 4. Закономерности возникновения и развития логографического письма.
Глава 5. Закономерности возникновения и развития слогового письма.
Глава 6. Возникновение буквенно-звукового письма.
Глава 7. Закономерности развития буквенно-звукового письма.
Глава 8. Возникновение и развитие славяно-русского письма.
Глава 9. Особые виды письменных знаков.